# Catostylus townsendi
Catostylus townsendi es una especie de medusa perteneciente a la familia Catostylidae. Habita en aguas tropicales del Archipiélago Malayo e Indo-China.
Su epíteto específico townsendi es dado en honor al Dr. Charles H. Townsend, distinguido Director del acuario de Nueva York y amigo del autor.